# Сіско-Гайтс (Вашингтон)
Сіско-Гайтс (англ. Sisco Heights) — переписна місцевість (CDP) в США, в окрузі Сногоміш штату Вашингтон. Населення — 3140 осіб (2020).

## Географія
Сіско-Гайтс розташоване за координатами 48°7′8″ пн. ш. 122°6′28″ зх. д. / 48.11889° пн. ш. 122.10778° зх. д. (48.118980, -122.107649).  За даними Бюро перепису населення США в 2010 році переписна місцевість мала площу 32,57 км², уся площа — суходіл.

## Демографія
Згідно з переписом 2010 року, у переписній місцевості мешкало 2696 осіб у 980 домогосподарствах у складі 755 родин. Густота населення становила 83 особи/км².  Було 1045 помешкань (32/км²).
Расовий склад населення:
| - 93,1 % — білих - 1,1 % — корінних американців - 0,8 % — азіатів - 0,5 % — вихідців з тихоокеанських островів - 0,4 % — чорних або афроамериканців - 1,4 % — осіб інших рас |

До двох чи більше рас належало 2,7 %. Частка іспаномовних становила 4,5 % від усіх жителів.
За віковим діапазоном населення розподілялося таким чином: 23,0 % — особи молодші 18 років, 66,2 % — особи у віці 18—64 років, 10,8 % — особи у віці 65 років та старші. Медіана віку мешканця становила 43,9 року. На 100 осіб жіночої статі у переписній місцевості припадало 109,3 чоловіків;  на 100 жінок у віці від 18 років та старших — 106,7 чоловіків також старших 18 років.
Середній дохід на одне домашнє господарство  становив 98 165 доларів США (медіана — 92 283), а середній дохід на одну сім'ю — 107 997 доларів (медіана — 99 643). Медіана доходів становила 61 938 доларів для чоловіків та 60 096 доларів для жінок. За межею бідності перебувало 1,6 % осіб, у тому числі 0,0 % дітей у віці до 18 років та 6,4 % осіб у віці 65 років та старших.
Цивільне працевлаштоване населення становило 1506 осіб. Основні галузі зайнятості: виробництво — 22,2 %, освіта, охорона здоров'я та соціальна допомога — 13,0 %, роздрібна торгівля — 11,7 %.